# Ben Avon (Contea di Allegheny, Pennsylvania)
Ben Avon è un comune (borough) degli Stati Uniti d'America, nella contea di Allegheny nello Stato della Pennsylvania. Secondo il censimento del 2010 la popolazione è di 1.781 abitanti. Il nome deriva dallo scozzese hill by the waters (collina dalle acque).

## Società

### Evoluzione demografica
La composizione etnica vede una prevalenza della razza bianca (93,7%) seguita da quella afroamericana (3,6%).
| borough di Ben Avon Popolazione |       |
| 2000                            | 1.917 |
| 2010                            | 1.781 |